# Lapònia sueca
|  | Aquest article tracta sobre la província històrica sueca. Vegeu-ne altres significats a «Lapònia (desambiguació)». |

La Lapònia (més coneguda en català com a Lapònia sueca; en suec: Lappland; en sami septentrional: Sápmi) és una província històrica de Suècia, ubicada a la part més septentrional del país. Limita a l'oest amb Noruega, al nord-est amb Finlàndia, a l'est amb Norrbotten, al sud-est amb Västerbotten i al sud amb Ångermanland i Jämtland. Té una superfície de 109.702 km² i una densitat de 0,85 habitants per km². La Lapònia sueca té una superfície que representa un quart del total de Suècia i és la seva província més extensa.
Originalment la província s'estenia cap a l'est. No obstant això, l'Imperi Rus va annexar el 1809 la part oriental del Regne de Suècia i va crear el Gran Ducat de Finlàndia, que de fet va dividir la Lapònia en una part sueca i una part finlandesa, les quals encara existeixen actualment.

## Història
La història de la Lapònia està relacionada, en molts aspectes, amb la història del comtat de Norrbotten i el comtat de Västerbotten, ja que la regió de la Lapònia és una regió històrica connectada amb aquests comtats. Durant l'edat mitjana, Norrbotten/Lapònia es considerava terra de ningú. La zona estava en un principi poblada per nòmades samis, tot i que s'hi van anar assentant cada vegada més colons suecs, finlandesos i noruecs, especialment a les costes i als grans rius. Des de l'Edat Mitjana, els reis suecs van intentar colonitzar i cristianitzar l'àrea utilitzant pobladors del que ara és Finlàndia i el sud de Suècia. Avui, malgrat l'assimilació a gran escala cap a la dominant cultura sueca, les minories finlandeses i sami continuen mantenint les seves cultures i identitats.
Tanmateix, durant els segles xvii i XVIII els lapons van abandonar el seu xamanisme original i es van convertir al luteranisme. Des del segle xix, la Lapònia ha estat particularment caracteritzada pel luteranisme laestadià.
Durant la industrialització de Suècia a finals del segle xix, els recursos naturals (hidroelectricitat, fusta i minerals) de la Lapònia i les províncies circumdants van tenir un paper clau. Tot i així, la mineria, la silvicultura i la hidroelèctrica són la columna vertebral de l'economia local, juntament amb els serveis municipals. Tanmateix, l'atur ha estat relativament elevat durant diverses dècades i molts joves deixen la província cap a les ciutats més grans de la costa o al sud de Suècia.

## Geografia

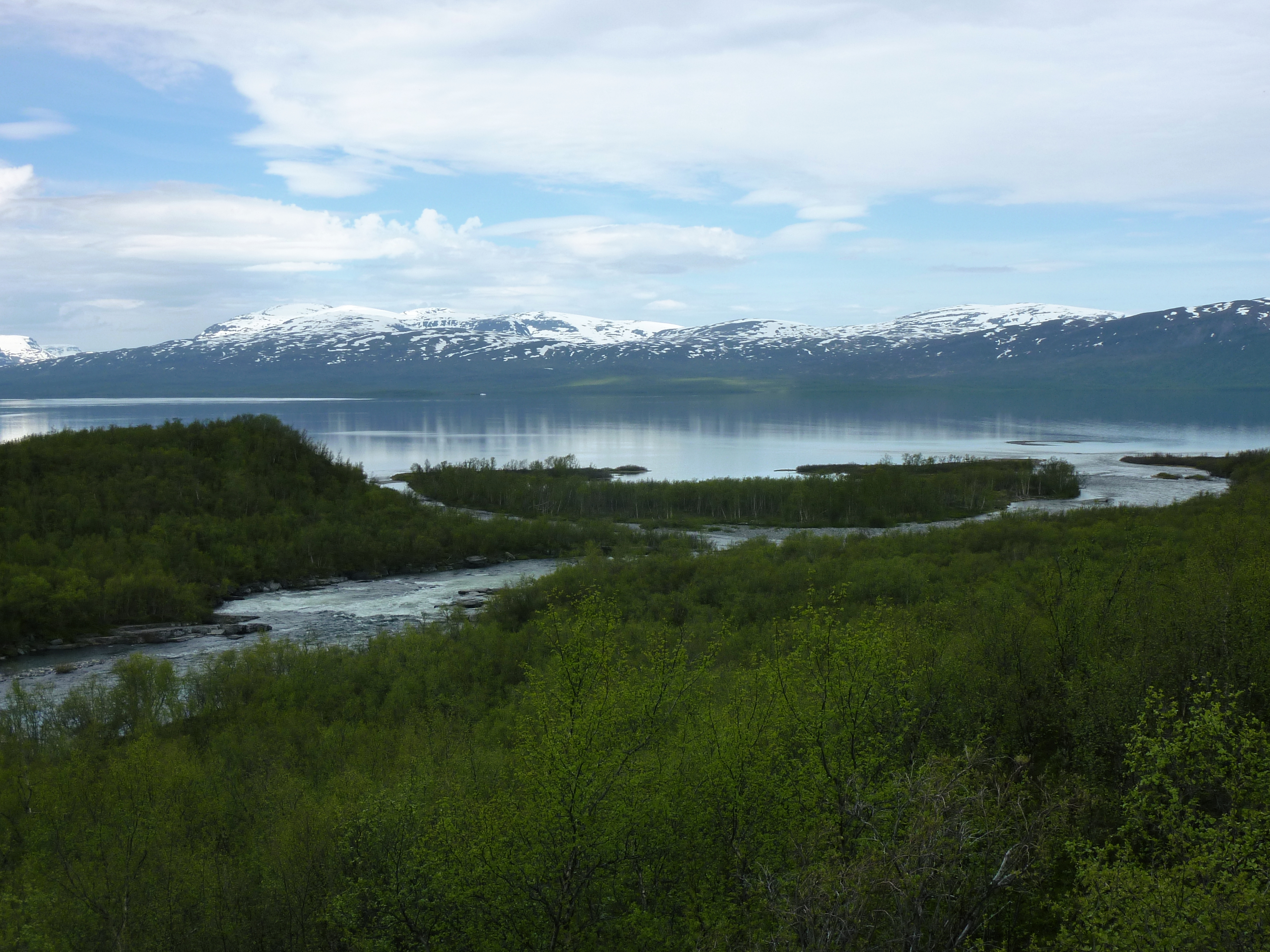
Riu Abiskojåkka i llac Torneträsk

Aproximadament el 47% de la superfície de la Lapònia sueca està per sobre dels 500 metres d'altitud, el punt més alt, i també el més alt de Suècia, es troba a 2.111 metres sobre el nivell del mar (Kebnekaise) hi ha 12 pics de més de 2.000 metres d'altitud.
Hi ha grans boscos de pins i bedolls, tundra i vegetació de muntanya.
La Lapònia és coneguda per contenir la reserva natural de Vindelfjällen, una de les reserves naturals més grans de Suècia. Altres parts de la Lapònia han estat nomenades Patrimoni de la Humanitat per la UNESCO; la província de la Lapònia sueca conté alguns dels parcs nacionals més antics i espectaculars del nord d'Europa, com el Parc Nacional de Sarek, establert el 1909. La Lapònia té una superfície de 109.702 km², més gran que Àustria i gairebé igual que Portugal.

### Parcs nacionals
- Abisko
- Björnlandet
- Muddus
- Padjelanta
- Sarek
- Stora Sjöfallet
- Vadvetjåkka

### Llacs
- Akkajaure
- Hornavan
- Stora Lulevatten
- Storavan
- Storuman
- Torneträsk
- Uddjaure
- Virihaure
- Malgomaj

### Rius
- Luleälven
- Kalixälven
- Piteälven
- Skellefteälven
- Torneälven
- Umeälven
- Ångermanälven
- Vindelälven
- Öreälven
- Lögdeälven
- Byskeälven

## Clima
La província té un clima subàrtic a les zones inferiors, mentre que a Tarfala hi ha un clima polar, caracteritzat pel fet que la mitjana de la temperatura màxima durant el mes més càlid de l'any (el juliol) és inferior a 10 °C. A l'hivern es pot arribar a -40 °C però la temperatura mitjana de gener està entre -10 i -15 °C. A l'estiu s'arriba a 25-30 °C. El clima de les parts meridionals de la província és significativament més suau que el del nord, a causa de les vastes diferències geogràfiques i latitudinals. Tanmateix, atès que la Lapònia està formada per zones interiors, la moderació marítima és menys important que a les zones costaneres dels comtats de la veïna Noruega, a on els hiverns són més suaus. A més a més, les zones meridionals de poca elevació com Lycksele també tenen estius relativament càlids. Pel fet d'estar ubicades al nord del cercle polar àrtic, les zones del nord de la província experimenten sol de mitjanit i una nit polar moderada amb algun crepuscle civil en els bàndols oposats de l'any. La pluviometria anual es troba en alguns llocs entre els 1000 i 1500 litres però a la zona d'Abisko hi ha la pluviometria menor de Suècia amb uns 300 litres per l'ombra pluviomètrica de les muntanyes que té a l'oest.

## Administració
Les províncies històriques de Suècia no tenen cap propòsit administratiu o polític, sinó que són entitats culturals i històriques. Administrativament, la Lapònia constitueix la part occidental de dos comtats de Suècia, el comtat de Norrbotten al nord i el comtat de Västerbotten al sud. A diferència de la majoria d'altres zones de Suècia, la població de la zona s'identifica més amb els comtats que amb les províncies. Per tant, la majoria dels habitants de la Lapònia es refereixen a tot el comtat, incloses les àrees de Lapònia, quan diuen 'Norrbotten' o 'Västerbotten'.
Els ciutadans d'ascendència sami són elegibles per a presentar-se i votar en les eleccions per al Parlament Sami, com també poden fer els altres samis d'altres llocs de Suècia. L'idioma sami té un estatus de minoria oficial al municipi de Kiruna, al municipi de Gällivare, al municipi de Jokkmokk i al municipi d'Arjeplog.

## Població
A data d'1 de gener de 2016, la població de la Lapònia sueca era de 242.180 habitants. Juntament amb la resta de Lapònia històrica, la suma de la població és d'aproximadament 250,000 habitants. Les ciutats més grans són Kiruna (en sami septentrional: Giron, en finès: Kiiruna) amb 23.178 habitants, Luleå amb 76.770 habitants i Piteå amb 41.000 habitants.
Al Comtat de Norrbotten:
- Luleå (76,770)
- Piteå (41,000)
- Boden (28,065)
- Kiruna (23,178)
- Gällivare (18,123)
- Jokkmokk (5,072)
- Arjeplog (2,887)
- Arvidsjaur (6,471)

Al Comtat de Västerbotten: 
- Lycksele (12,177)
- Vilhelmina (6,829)
- Storuman (5,943)
- Malå (3,109)
- Åsele (7,000)
- Dorotea (2,740)
- Sorsele (2,516)

## Flora i fauna
A l'oest de la Lapònia sueca hi ha flora alpina que està dominada per arbres baixos. A la tundra no hi creixen els arbres. Més a l'est hi predominen les coníferes.
La fauna està dominada pels animals típics subàrtics: ants, goluts i linxs. També hi ha lemmings. A les muntanyes molts ocells s'alimenten principalment dels mosquits de les zones amb aiguamolls.

## Màrqueting
Una organització de màrqueting del turisme governamental subvencionada per la UE amb l'objectiu de promoure el turisme al nord d'Suècia ha agafat la marca de "Lapònia sueca". El turista ha de tenir en compte que també cobreix els pobles de la zona costanera del Golf de Bòtnia, així com la zona fronterera a Finlàndia, encara que cap de les àrees formen part de la província geogràfica de la Lapònia sueca, sinó de la regió de la Lapònia al nord d'Escandinàvia.